# Хануман Сінг
Хануман Сінг (1950) — індійський баскетболіст.
Учасник Олімпійських Ігор 1980 року.